# Sân bay Kép
Sân bay Kép là sân bay quân sự thuộc địa phận xã Lạng Giang, tỉnh Bắc Ninh.
Sân bay Kép là một sân bay quân sự quan trọng của Việt Nam Dân chủ Cộng hòa trong Chiến tranh Việt Nam và sau đó là của Việt Nam trong cuộc chiến tranh với Trung Quốc năm 1979. Kép được xác định là một khu vực phòng thủ chiến lược. Trong thời kỳ này toàn bộ Bộ Tư lệnh quân đoàn 2 - Quân đoàn chiến lược hùng mạnh nhất của Việt Nam đã đặt Trung tâm chỉ huy tại đây. Khu vực này được ví như một lá chắn phòng không cho Hà Nội từ phía Đông và phía Bắc với các trung đoàn pháo cao xạ và các trung đoàn tên lửa phòng không Volga.

## Thông số kỹ thuật
- Chiều dài đường cất hạ cánh: chính 2.200 m, phụ 1.700 m
- Chiều rộng đường cất hạ cánh: chính 45 m, phụ 18 m
- Kích thước đường lăn chính: 2.400 x 14 m
- Kết cấu đường hạ, cất cánh: bê tông xi măng và bê tông nhựa
- Sân đỗ máy bay: 3 khu
- Số máy bay thường trực chiến đấu: 10 chiếc
- Máy bay chiến đấu chính: Sukhoi Su-30MK2
- Sức chứa máy bay: 12 chiếc
- Hướng phát triển: kéo dài đường cất hạ cánh từ 1.500 đến 2.000 m.